# Epoca vikingilor

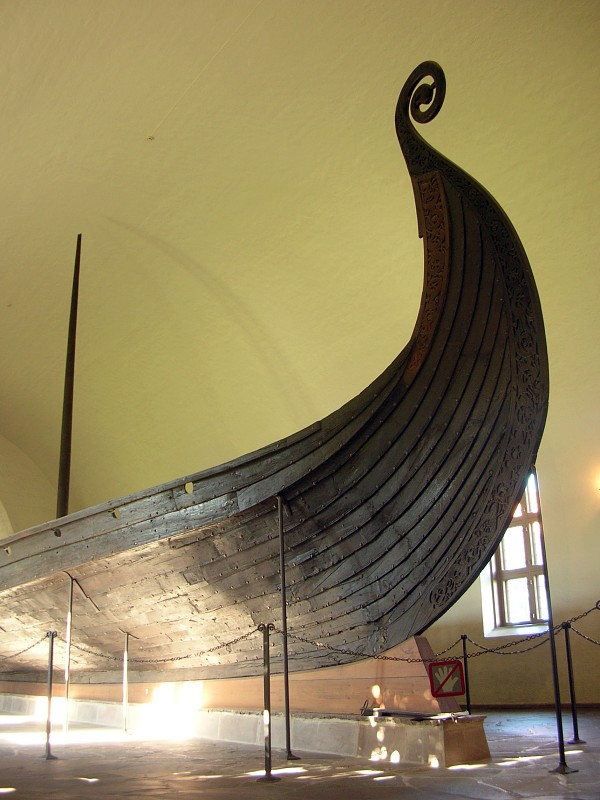
O corabie vikingă, la muzeul național din Oslo.

Epoca vikingilor a fost o perioadă din istoria europeană, în special din istoria Europei de Nord, care se întinde din secolul al VIII-lea d.Hr. până în secolul al XI-lea. Această perioadă este caracterizată de invaziile scandinavilor, cunoscuți sub numele de nordici sau vikingi, care au jefuit timp de trei secole coastele Europei de Vest.

## Cauze ale invaziei
Cei mai mulți istorici sunt de parere că vikingii și-au părăsit patria lor natală, Scandinavia, din cauza creșterii demografice, a sărăciei și a climei aspre care îi împiedica să practice agricultura în cele mai multe regiuni.

## Primele raiduri (secolele VIII-IX d.Hr.)
Imediat după Epoca germanică a fierului, ce le-a permis vikingilor să utilizeze arme din fier, vikingii, au început construcția de nave, cu ajutorul cărora să întreprindă incursiuni de atac și de jaf de-a lungul coastelor europene și să pătrundă în interiorul continentului pe cursul râurilor. 
Primul atac al vikingilor, înregistrat de cronicarii timpului, care „a deschis” epoca lor, a avut loc în anul 793 d.Hr. la mănăstirea din Lindisfarne, din nord-estul Angliei, când vikingii au masacrat călugării de acolo și au ars mănăstirea din temelii. În anul 795, comunitățile monastice din insulele irlandeze Ioana și Rathlin au avut aceeași soartă. Situația devenise atât de gravă, încât călugării ajunseseră să se roage lui Dumnezeu să fie furtună pentru ca nordicii să nu poată naviga.
Vikingii au amenințat și Imperiul Carolingian, relativ puternic în ultimii ani de domnie ai lui Carol cel Mare, dar după moartea sa, puterea imperiului a scăzut semnificativ, iar vikingii au jefuit imperiul după voia lor. Așa se face că în anul 830, orașul Dorestad a fost jefuit de trei ori.
Totuși, natura implicării vikingilor în afara Scandinaviei a început să se schimbe în a doua jumătate a secolului al IX-lea. În anul 850, regele Carol al-II-lea al Franței a dat o bucată de pământ din nord-estul Franței unui grup de vikingi pentru a se stabili acolo, în schimbul ajutorului militar împotriva fratelui său, împăratul Lothar. Datorită unor evenimente ca acesta, vikingii au dobândit influență în luptele locale și au fost încurajați să se stabilească în afara Scandinaviei. Din acest moment, deși încă organizau raiduri și atacuri, vikingii au devenit interesați de stabilirea legăturilor comerciale și obținerea unor teritorii.
În patria vikingilor, influența tot mai mare a regilor a diminuat vechea autonomie și independență a triburilor rivale. Astfel, în anul 870, Harald I Păr Frumos a devenit cel dintâi rege, care a unificat triburile din Norvegia.

## Vikingii în Europa de est
Raidurile vikingilor s-au extins și în partea de est a Europei, cuprinzând teritoriile de astăzi ale Poloniei, Țărilor baltice, Rusiei, Ucrainei. Sunt cunoscuți în această parte a Europei sub numele de varegi iar în România a rămas numele de "baranga", derivat din termenul utilizat în limba greacă. Vikingii au contribuit la formarea primelor formațiuni statale ale Rusiei. Au ajuns să facă comerț cu arabii și Imperiul Roman de Răsărit folosind în deplasare cursurile de apă pe direcția nord-sud: Nistrul, Niprul și Volga. Au atacat Constantinopolul pe apă de mai multe ori dar au fost respinși. Au luptat mai târziu ca mercenari pentru prinții ruși dar și în garda personală a împăratului de la Constantinopol. Au luptat și cu românii (blakumenn) în bătălia de la râul Alta din anul 1019.
În urma unei expediții asupra Constantinopolului, vikingii au lăsat inscripții și reprezentări grafice la bisericuța de cretă de la Basarabi-Murfatlar din Dobrogea.

## Începutul creștinării, întemeierea regatelor nordice și sfârșitul epocii vikingilor (secolele IX-XI d.Hr)
Epoca vikingilor a fost, pentru Scandinavia, epoca marilor schimbări religioase. Inițial, vikingii practicau ca religie o formă de păgânism germanic, dar începând cu secolul al X-lea, în Scandinavia a fost introdus creștinismul, o religie introdusă cu forța de către regi. Primii vikingi care se convertesc la creștinism sunt cei stabiliți în nord-estul Franței (în 911), apoi cei danezi (în 1000), norvegienii (în 1015) și, în final, cei suedezi (în 1100). În timpul și după această perioadă de creștinare se formează regatele nordice ale Danemarcei, Norvegiei și  Suediei.
După creștinare, urmașii vikingilor au ajuns să construiască și biserici în teritoriile în care au trăit. Sunt date că astfel de biserici au fost ridicate de vikingii slavizați și pe valea Nistrului la Vasileu, în țara Onutului, astăzi în Ucraina. În anul 911, când vikingii din nord-estul Franței devin creștini, Rollo, un fost lider al unui trib danez, devenit nobil, întemeiază Ducatul Normandiei. Vikingii, acum creștini, renunță la raidurile lor și devin coloniști, negustori și exploratori. De exemplu, norvegienii colonizează Insulele Feroe și Islanda, iar odată ajung pe coastele Groenlandei.
În anul 1066, Wilhelm Cuceritorul, duce al Normandiei și urmaș al lui Rollo, pregătește un mare atac împotriva Regatului Anglo-Saxon, pe care îl cucerește și întemeiază Regatul Angliei. Acest eveniment a marcat sfârșitul Epocii vikingilor și începutul Epocii feudale.